# Sonata per pianoforte n. 17 (Mozart)
La Sonata per pianoforte n. 17 in si bemolle maggiore, K. 570 è una composizione per pianoforte di Wolfgang Amadeus Mozart.

## Storia
Mozart inserì la sonata nel proprio catalogo autografo nel febbraio 1789, con l'indicazione «Eine Sonate auf Klavier allein» ("Una sonata per pianoforte solo"). La partitura fu pubblicata postuma dall'editore Artaria di Vienna, nel 1796, con il titolo in italiano «Sonata per il Clavicembalo o Piano-Forte con l'accompagnamento d'un Violino»; tuttavia la parte per violino (che appare anche in varie altre edizioni pubblicate nel corso del XIX secolo) è oggi considerata apocrifa.

## Caratteristiche
La sonata, in tre movimenti, è caratterizzata da un linguaggio musicale semplice e chiaro, alieno da virtuosismi.
Il primo movimento, Allegro, in forma sonata, inizia con un tema formato da accordi all'unisono. Dopo una transizione che inizia in mi bemolle maggiore, il secondo tema, in fa maggiore, è basato sulla stessa cellula tematica del primo tema. Nella ripresa primo e secondo tema riappaiono entrambi nella tonalità d'impianto.
Il secondo movimento, Adagio, può ricordare sotto l'aspetto timbrico un insieme di strumenti a fiato; la prima battuta sembra imitare un richiamo di corno. Vi è un episodio in do minore e, verso la metà del brano, appare un nuovo tema in la bemolle maggiore.
Il terzo movimento, Allegretto, è in forma di rondò. Il tema principale, ilare e cadenzato, appare solo due volte, mentre nella sezione centrale troviamo un gaio episodio in note ripetute, in staccato, che sembra anticipare certe melodie de Il flauto magico.
La sonata dura circa diciotto minuti.